# Rough Trade Records
Rough Trade Records è un'etichetta discografica indipendente britannica, fondata nel 1978 da Geoff Travis, con sede a Londra. Specializzata in post punk e alternative rock, tra gli artisti che ha pubblicato vi sono Scritti Politti, The Smiths e Young Marble Giants. Alla fine degli anni ottanta, a causa di problemi finanziari, l'etichetta si vide costretta a un periodo di amministrazione controllata e, infine, al fallimento del 1991. Travis riuscì a risanare l'etichetta alla fine degli anni novanta, trovando il successo con gruppi quali The Libertines, The Strokes e Antony and the Johnsons.

## Storia
L'etichetta fu fondata nel 1978 da Geoff Travis, proprietario dello storico negozio omonimo fondato nel febbraio 1976; era il periodo in cui stava nascendo la musica punk e il negozio divenne un punto di riferimento per gli appassionati di punk, nonché per la controcultura e il movimento underground londinese. La prima pubblicazione fu il singolo Paris Maquis dei Métal Urbain, altri lavori pubblicati nel 1978 furono un singolo del cantante reggae giamaicano Augustus Pablo, l'esordio discografico dei Cabaret Voltaire con l'EP Extended Play, il secondo singolo dei Stiff Little Fingers Alternative Ulster e altri singoli di The Monochrome Set, Subway Sect, Swell Maps, Electric Eels, Spizzoil e Kleenex.
Alla fine del 1978, oltre alla casa discografica e al negozio la Rough Records aveva la branca Rough Trade Distribution che si occupava di distribuzione discografica e un'agenzia libraria. Il primo album pubblicato fu nel 1979 Inflammable Material dei Stiff Little Fingers, che raggiunse la 14ª posizione nelle UK charts diventando il primo album pubblicato da un'indipendente a vendere più di 100 000 copie nel Regno Unito. L'impatto sulla scena musicale britannica fu grande, nel marzo di quell'anno il popolare programma televisivo della ITV The South Bank Show dedicò una puntata alla Rough Trade. Oltre ai lavori dei propri artisti, la Rough Trade Distribution trattò quelli di altri musicisti tra i quali Joy Division, Depeche Mode, The Specials, Throbbing Gristle e Cocteau Twins.
Al contrario delle etichette discografiche "major", che costringono i musicisti a comporre quanto da loro richiesto, la Rough Trade lasciò fin da subito totale libertà ai propri musicisti, senza imposizioni sul materiale da realizzare né sui tempi necessari a realizzarlo. Gli artisti ebbero inoltre una percentuale sulle vendite molto maggiore di quelle che garantivano loro le major.
La crescita troppo rapida e un'ingenua gestione economica portarono alla bancarotta nel 1991. La Rough Trade fu rifondata nel 2000 e tornò a garantirsi un posto nelle classifiche europee grazie ad artisti come The Strokes, The Libertines, Babyshambles e Belle and Sebastian. Nel 2002 venne acquistata dal gruppo BMG, il quale la rivendette alla Beggars Banquet Records nel 2007. Quest'ultima operazione consentì alla Rough Trade di tornare ad essere indipendente.

## Artisti
- 1990s
- A.R. Kane
- A.R.E. Weapons
- Aberfeldy
- Adam Green
- Ryan Adams
- Alabama Shakes[8]
- Alela Diane
- Horace Andy[9]
- Antony and the Johnsons
- Arcade Fire
- Aztec Camera[9]
- Babyshambles
- Bacio di Tosca
- The Band of Holy Joy[10]
- The Bats
- Baxter Dury
- Beangrowers
- Beat Happening[10]
- Bell Orchestre
- Belle & Sebastian
- Bernard Butler
- Blue Orchids[11]
- Brakes
- British Sea Power
- Basia Bulat
- The Burning Hell
- Butterfly Child
- Butthole Surfers
- Cabaret Voltaire[12]
- Camper Van Beethoven[10]
- Cardiacs
- Carter USM
- Cathedral[13]
- Chris & Cosey[10]
- Chris Thomas
- Jarvis Cocker
- Colorfinger
- Cornershop
- Ivor Cutler[14]
- Dean Blunt
- The Decemberists
- The Del Fuegos
- Delays
- Delta 5
- The Detroit Cobras

- Die Krupps
- Cara Dillon
- Disco Inferno
- The Dream Syndicate
- Duffy
- Bill Drummond
- Easterhouse
- Eddi Reader
- Elizabeth Fraser
- Emilíana Torrini
- Essential Logic
- Tav Falco's Panther Burns
- The Fall[15]
- feedtime
- The Feelies[16]
- The Fiery Furnaces
- Fredrik Forsberg
- Galaxie 500[17]
- Giant Sand
- Girl Band
- The Go-Betweens.[18]
- God Help the Girl
- Vic Godard
- Gruff Rhys
- Hal
- Albert Hammond Jr.
- The Heart Throbs
- The Hidden Cameras
- The Hold Steady
- Houndmouth[19]
- Howard Bilerman
- Howler
- Hope Sandoval & The Warm Inventions
- Islands
- Gregory Isaacs
- The Jackofficers
- James
- James Davin (band)|James Davin
- Johnny Flynn & the Sussex Wit
- Freedy Johnston
- Richard H. Kirk
- David Kitt
- Kleenex

- The Last Words[20]
- Levitation
- Jeffrey Lewis
- Jenny Lewis
- The Libertines[21]
- LiLiPUT
- Little Joy
- Los Lobos[22]
- The Long Blondes
- Thomas Mapfumo
- Cerys Matthews
- Massacra[23][24]
- Mazy Kornfield
- Mazzy Star[25]
- Métal Urbain[26]
- Micachu
- Microdisney
- The Mighty Diamonds
- Miracle Legion
- Miracle Fortress
- The Moldy Peaches
- The Monochrome Set
- The Morning Benders
- Monsters of Folk
- The Motorcycle Boy
- My Morning Jacket
- Mystery Jets
- The Mr. T Experience
- Opal
- The Ophelias
- Palma Violets
- Pantha du Prince
- Parquet Courts[27]
- Lee Perry
- Pere Ubu[28]
- Pinegrove
- Pooka
- The Pop Group
- Protex
- Puppy Love Bomb
- Pussy Galore
- QueenAdreena
- The Raincoats[29]
- Red Krayola
- Jonathan Richman
- Robert Rental
- Royal City

- Arthur Russell
- Sahotas
- Scissors for Lefty
- Scrawl
- Scritti Politti
- The Seers
- Shelleyan Orphan
- Short Dogs Grow
- Shrimp Boat
- Sleaford Mods
- The Smiths[30]
- Soul Asylum
- Souled American
- Epic Soundtracks
- Spizzenergi
- Spring Heel Jack
- Sufjan Stevens
- Stiff Little Fingers[31]
- Straitjacket Fits
- Strange Boys
- The Strokes
- Subway Sect[32]
- The Sundays
- Super Furry Animals
- Sweet Jesus
- Swell Maps[33]
- Television Personalities[34]
- They Might Be Giants
- This Heat
- Toiling Midgets
- Emilíana Torrini
- Two Nice Girls
- James Ulmer
- Ultramarine
- Taken by Trees
- The Virgin Prunes
- The Veils
- Venom[13]
- Vomit Launch
- Warpaint
- Weekend
- Lucinda Williams
- Victoria Williams
- The Woodentops
- Robert Wyatt[35]
- Young Marble Giants
- Zounds